# Kapitalismus: Eine Liebesgeschichte
Kapitalismus: Eine Liebesgeschichte ist ein Dokumentarfilm des US-amerikanischen Regisseurs Michael Moore. Der Film behandelt die Finanzkrise ab 2007, die US-Ökonomie im Wandel zwischen der endenden Amtszeit von George W. Bush und der beginnenden Amtszeit von Barack Obama und dem US-Konjunkturprogramm 2009.
Der Film hatte am 6. September 2009 bei den 66. Filmfestspielen von Venedig Premiere. In der Schweiz lief der Film am 22. Oktober 2009 in den Kinos an, die Deutschlandpremiere war am 12. November 2009.

## Handlung
Die aktuelle Situation in den Vereinigten Staaten wird mit dem alten Rom verglichen, in welchem eine kleine Elite über den Großteil des Geldes und die Macht verfügte. Mit Kriegen und stumpfer Unterhaltung werde das Volk ruhiggestellt, und die ausgebeuteten Sklaven würden das Imperium eines Tages zu Fall bringen.
Anhand von Beispielen werden die Auswirkungen des Kapitalismus und der Finanzkrise auf das normale Volk gezeigt: eine Familie, die ihr Haus verloren hat, ein Pilot, der von seiner Fluggesellschaft ein Jahresgehalt von nur 16.000 US-Dollar bekommt, Unternehmen, die durch heimlich abgeschlossene Lebensversicherungen am Tod von Mitarbeitern verdient haben, sogenannten “Dead Peasants” Insurances (Tote-Bauern-Versicherung) (engl. peasants: abwertend für Bauern).
Die Banken und die Verstrickung verschiedener Regierungen mit hochrangigen Vertretern der Bankenwirtschaft werden als Ursache für die Probleme dargestellt. Besonders Präsident Ronald Reagan, in dessen Amtszeit die Gewinnsteigerung durch Stellenabbau bei vielen amerikanischen Firmen eingeführt wurde, und Präsident George W. Bush, in dessen Amtszeit die Wirtschaftskrise fällt, zu deren Lösung ein Finanzpaket unter Mitarbeit von Bankenvertretern von Lehman Brothers verabschiedet wurde, stehen in der Kritik von Moore.
Neben Interviews mit Arbeitern und Vertretern der katholischen Kirche, welche Kapitalismus als Sünde bezeichnen, werden Moore-typische provokante Aktionen gezeigt wie beispielsweise seine Fahrt vor verschiedene Banken mit einem leeren Geldtransporter, um von den Banken persönlich die durch die Steuerzahler aufgebrachten Milliarden zur Bankenrettung zurückzufordern.
Moore betrachtet auch die durch den Tod von Franklin D. Roosevelt nicht mehr durchgeführten Reformen im Sozialbereich und stellt sie angeblichen Errungenschaften in Deutschland, Italien und Japan nach dem Zweiten Weltkrieg gegenüber, die vor allem durch die Mitarbeit von Roosevelt beim Wiederaufbau in diesen Ländern erreicht worden seien.
Der Film endet mit einem Happy End, indem gezeigt wird, wie Barack Obama die Macht übernimmt und sich in Chicago mit streikenden Fabrikarbeitern solidarisiert.
Moore selbst bezeichnet den Film als einen „ausgezeichneten Verabredungs-Film“ (engl. date movie). Er beinhalte „Begierde, Leidenschaft, Romantik und 14.000 Arbeitsplätze, die jeden Tag gestrichen werden. Es ist eine verbotene Liebe, eine Liebe, deren Namen man nicht auszusprechen wagt. Zum Teufel, raus damit: Kapitalismus.“

## Kritiken
„Man kann Michael Moore wie immer eine extrem selektive Wahrnehmung vorwerfen, Tatsachenverdrehung und billige Polemik. Eine echte Lösung hat er auch nicht zu bieten, er deutet höchstens an, dass man es vielleicht wieder mit etwas Sozialismus versuchen könnte. Entscheidend aber ist: ‚Capitalism: A Love Story‘ ist ein rundherum ehrliches, leidenschaftliches Projekt. Der Film fordert Gerechtigkeit und Veränderung für eine Welt, in der es zu vielen Menschen viel zu schlecht geht.“

„Die Zustände, die der Film beschreibt, sind erschreckend, doch Moore will vor allem provozieren – und manipulieren. Statt Zusammenhänge zu erklären, kombiniert er beliebig ausgewählte Beispiele zu einem diffusen Schurkenstück. Dennoch ist Moores Kritik am Kapitalismus berechtigt – und hätte gerade deshalb einen besseren Film verdient. Fazit: Michael Moores pointierte, doch auch recht willkürliche Polemik zeigt, welchen Preis die Amerikaner für ihre Liebe zum Kapitalismus zahlen.“

„Der Filmemacher präsentiert seine polemische Kritik einmal mehr als Mischung aus Interviews, Reportage, populistischer Satire und Sentiment, ohne allerdings eine überzeugende Argumentationslinie zu finden. Eher oberflächlich bleibt so auch der Optimismus, in den der Film mit Blick auf den Regierungswechsel hin zu Präsident Obama mündet.“

## Auszeichnungen
- Bei den Filmfestspielen von Venedig gewann Moore den „Leoncino d'Oro“ („kleinen goldenen Löwen“) und den offenen Preis des Festivals.[10]
- Die Dokumentation war auch für den Goldenen Löwen nominiert.[11]
- 2009: Awards Circuit Community Awards (Zweiter Platz) für die Beste Dokumentation
- 2010  Broadcast Film Critics Association Award nominiert für die Beste Dokumentation
- 2009 Chicago Film Critics Association Award nominiert für die Beste Dokumentation
- 2009 Dallas-Fort Worth Film Critics Association Award (Dritter Platz) für die Beste Dokumentation
- 2009 Houston Film Critics Society Awards nominiert für die Beste Dokumentation
- 2009 Image Award nominiert für die Beste Dokumentation
- 2009 Online Film & Television Association nominiert für die Beste Dokumentation
- 2009 Online Film Critics Society Awards nominiert für die Beste Dokumentation
- 2009 Phoenix Film Critics Society Award  für die Beste Dokumentation
- 2009 St. Louis Film Critics Association für die Beste Dokumentation
- 2009 Toronto International Film Festival (Zweiter Platz) für die Beste Dokumentation
- 2009 Washington DC Area Film Critics Association Awards nominiert für die Beste Dokumentation
- 2010 Writers Guild of America nominiert für die Beste Dokumentation